# Blomsterkroken

Blomsterkroken är en gammal restaurerad byggnad på Norra Drottninggatan i Uddevalla. Husets första ägare var grosshandlare Krook och huset blev kallat Blomsterkrokens hus på grund av grosshandlarens stora intresse för växter. 

## Grafiskt museum
Huset ägdes från 1980-talet av tidningen Bohusläningen som restaurerade det. Under tidningens ägande inrymde byggnaden också ett grafiskt museum. Museet visade gamla tiders framställning av trycksaker, främst böcker och dagstidningar genom typsättning med blytyper. Gamla tryckpressar och bokbinderiredskap fanns utställda. Museet stod klart 1991. Museet stängdes och samlingen skingrades i samband med att tidningen sålde fastigheten 2010.